# Ла-манчский диалект
Ла-манчский диалект (исп. dialecto manchego) — историческая разновидность испанского языка в области Ла-Манча.

## Классификация
Обычно ла-манчский диалект относят к кастильскому наречию испанского языка, хотя также в нём ощущается влияние южных, андалусских, говоров. Некоторые исследователи определяют его как диалект переходного, кастильско-андалусского типа.

## Особенности

### Фонетика и морфология
- Подавление -s и z, которые превращаются либо в придыхание, как в андалусских говорах, либо звучат как -j- (ejke — es que)
- ротацизм — в отдельных случаях s и r превращаются в -r- (arsensor — ascensor etc)
- выпадение интервокальной -d- представлено очень широко, во всех частях речи (tenio, cazaor, na и т. д. вместо tenido, cazador, nada)
- сильное -r- в начале слов при частой замене его альвеолярным -l- в конце, с добавлением гласное -a- arrompel — romper, arradio — radio
- эпизодическая замена начальной -y- на -gi- guiema — yema
- в качестве уменьшительных суффиксов нередко используется -ico/a, ejo/a взамен кастильского -ito/a

### Грамматика
Характерной особенностью ла-манчского диалекта является изменение рода многих слов с женского на мужской — так, мужское окончание -o- в ламанчской речи можно услышать как rano, cabro, ovejo, liebro и мн. др.

### Лексика
В целом словарный состав ла-манчского диалекта совпадает со словарным составом других разновидностей кастильского наречия и испанского литературного языка. Однако существует некоторое количество чисто ламанчских слов и выражений, отражающих историческое развитие региона. Часть из них, вероятно, заимствована из валенсийского и/или арагонского языка. По-прежнему в употреблении некоторое количество старокастильских слов, некоторые ламанчские слова общие с андалусскими диалектизмами. Составлен словарь. Примеры ламанчских слов — sotri, majear, desgavillar, ardacho, apescar (лит. исп. otro, acicalarse, deshacer, lagarto, apoyarse).

## Употребление
Ламанчский диалект остаётся в живом употреблении, хотя степень диалектных особенностей в речи жителя региона может сильно колебаться в зависимости от его происхождения и даже ситуации. Обычно в официальных ситуациях, особенно в городах, жители Ла-Манчи говорят на языке, близком к стандартному кастильскому, хотя сохраняя некоторые собственные орфоэпические особенности. В неформальных ситуациях речь тех же людей может становиться более насыщенной фонетическими, грамматическими и лексическими чертами диалекта. Самостоятельной литературы на ла-манчском диалекте практически не существует, но его черты тем не менее находили отражение во многих литературных произведениях. Есть отдельные пробные тексты, написанные на ламанчском наречии, кроме того, он иногда употребляется в телепередачах, например Muchachada Nui, придавая речи актёров характерный оттенок.